# Рыковский, Пётр Петрович
Пётр Петрович Рыковский (Рыковсков) (1844—1919) — русский военный деятель Войска Донского, генерал-майор РИА, а также промышленный деятель.

## Биография
Родился 19 декабря 1844 года (по другим данным 17 декабря 1843 года) в дворянской семье Области Войска Донского. Сын полковника Петра Фёдоровича Рыковского и его жены Пелагеи Ивановны; казак станицы Усть-Белокалитвенской, Донецкого округа (ныне город Белая Калитва Ростовской облсти).
Первоначальное образование получил в Новочеркасской гимназии. В военную службу вступил казаком 11 мая 1861 года в Донской учебный полк. В 1861 году был произведён в урядники; в марте 1865 года был переименован в унтер-офицеры, в октябре стал корнетом; В 1866 году получил чин поручика; в 1870 году — штабс-ротмистра; в марте 1871 года стал ротмистром, а в марте 1872 года переименован в подполковники; 28 июня 1884 года получил чин полковника.
Во время прохождения военной карьеры служил в Донском учебном полку, в лейб-гвардии Казачьем полку, в 10-м Донском казачьем полку, в 30-м Донском казачьем полку, был командиром 33-го Донского казачьего полка и 14-го Донского казачьего полка. После чего по 29 июня 1906 года находился при войсках Кавказского военного округа, откуда в этот день был уволен в отставку с производством в генерал-майоры. Занимался предпринимательской деятельностью.
Наладил промышленную добычу угля, входил в Совет Съезда горнопромышленников юга России. В конце XIX века Прасковья Ивановна и Пётр Петрович выгодно продали рудник бельгийскому акционерному обществу, которое в свою очередь в 1904 году продало его шахты Екатериновскому горнопромышленному обществу.
Был почётным попечителем Новочеркасского Александровского реального училища.
Умер в городе Николаеве Херсонской губернии (ныне Николаевской области Украины) 18 июля 1919 года. Был похоронен на городском Христианском кладбище. 8 сентября 1919 года перезахоронен в Харькове. Имел награды Российской империи, в числе которых ордена Святой Анны 3-й степени (1871), Святого Станислава 2-й степени, (1877), Святого Владимира 4-й степени (1903).
Был женат на Прасковье Ивановне, вдове донского казака Григория Яковлевича Чеботарёва, которому принадлежали земли, на которых располагался знаменитый впоследствии Рыковский рудник. Прасковья Ивановна, оставшись с маленькими детьми, вышла замуж за Рыковского в 1880 году и в браке с ним родила дочь Прасковью.